# Tranås AIF Hockey
Tranås AIF Hockey ist ein schwedischer Eishockeyklub aus Tranås. Die Mannschaft spielt in der Hockeyettan.

## Geschichte
Ursprünglich war Tranås AIF Hockey die Eishockeyabteilung des Sportvereins Tranås AIF. Dieser wurde 1992 jedoch in verschiedene eigenständige Vereine aufgeteilt, sodass auch die Eishockeyabteilung ausgelagert wurde. Die Mannschaft konnte erstmals auf sich aufmerksam machen, als sie in der Saison 1950 an der damals noch im Pokalmodus ausgetragenen schwedischen Meisterschaft teilnahm.
In der Saison 1961/62 spielte der Verein in der damals noch höchsten schwedischen Spielklasse, der Division 1, stieg jedoch bereits in der Premierenspielzeit in die Division 2 ab. In den Spielzeiten 1976/77 und 1980/81 trat die Mannschaft jeweils in der zu diesem Zeitpunkt zweitklassigen Division 1 an, stieg jedoch beide Male sofort wieder in die inzwischen drittklassige Division 2 ab. Erst gegen Ende der 1990er Jahre konnte man sich in der zweitklassigen Division 1 etablieren.
Von 1999 bis 2003 nahm Tranås AIF Hockey an der neuen zweiten schwedischen Spielklasse, der HockeyAllsvenskan, teil. Seither konnte sich die Mannschaft in der mittlerweile drittklassigen Division 1, die inzwischen Hockeyettan genannt wird, etablieren.

## Bekannte ehemalige Spieler
- Johan Franzén
- Glen Gulutzan
- Stefan Liv
- Carl-Göran Öberg
- Jonas Stöpfgeshoff
- Magnus Svensson